# 변신 (히가시노 게이고)
《변신》(일본어: 変身)은 히가시노 게이고의 서스펜스 소설이다.

## 등장인물
나루세 준이치
24세. 산업 기기 메이커의 서비스 공장 근무, 메커니컬 서비스반 소속.
하무라 메구미
준이치의 연인.
도겐
토와 대학 의학부 뇌신경 외과 교수.
타치바나 나오코
도겐의 조수.
와카오
도겐의 조수.
미츠쿠니
도겐 교수의 친구인 심리학 교수.
카사이 사부로
나루세의 동료.
야베 노리오
나루세의 동료.
사카이
나루세의 직장 선배.
우스이 유키오
나루세의 옆 방에 사는 학생.
세키야 토키오
나루세에게 이식된 뇌의 기증자.
세키야 아키오
토키오의 아버지.
쿄고쿠 슌스케
부동산 중개소를 덮쳐, 나루세를 공격한 범인.
쿄고쿠 료코
슌스케의 쌍둥이 여동생.
반바 테츠오
〈반바 부동산〉의 사장.
사가 노리코
부동산 중개소에서 준이치가 보호한 소녀.
사가 미치히코
노리코의 아버지.
쿠라타 켄조
수사 1과의 형사.

## 영화
사노 토모키의 감독 데뷔 작품이다.

### 캐스트
- 나루세 준이치 - 타마키 히로시
- 하무라 메구미 - 아오이 유우

외

### 스태프
- 감독 - 사노 토모키
- 원작 - 히가시노 게이고
- 각본 - 요시다 아츠코
- 촬영 - 하마다 타케시
- 편집 - 오오나가 마사히로
- 음악 프로듀스 - 나가오카 카즈히로
- 음악 - 사키야 켄지로
- 제작 협력 - 수퍼비전
- 제작 - 일본 출판 판매, 아뮤즈 소프트 엔터테인먼트, 미코토 엔드 바사라
- 배급 - 일본 출판 판매

## 텔레비전 드라마
WOWOW 〈연속 드라마 W〉 시간대에서 텔레비전 드라마화되었다. 2014년 7월 27일부터 8월 24일까지 방송되었다. 전 5화.

### 캐스트
- 나루세 준이치 - 카미키 류노스케
- 메구미 - 니카이도 후미
- 타치바나 나오코 - 우스다 아사미
- 쿄고쿠 슌스케 - 와타베 고타
- 미츠쿠니 타카야스 - 토츠기 시게유키
- 타키무라 잇신 - 마키타 스포츠
- 카사이 사부로 - 나카오 아키요시
- 와류 켄이치 - 토네사쿠 토시히데
- 쿄고쿠 료코 - 혼다 츠바사
- 하무라 하루히코 - 마츠시게 유타카
- 쿠라타 켄조 - 무라카미 준
- 도겐 - 이부 마사토
- 카시와바라 슈지
- 아이지마 카즈유키
- 마사나 보쿠조
- 후카미 모토키
- 호리우치 마사미

### 스태프
- 감독 - 나가타 코토
- 원작 - 히가시노 게이고
- 각본 - 요시다 노리코, 타나베 미츠루
- 음악 - 쿠보타 미나
- 주제가 - 타카하시 유 〈잘 자〉
- 프로듀스 - 이노우에 마모루, 와타나베 코지

| WOWOW 연속 드라마 W                               | WOWOW 연속 드라마 W                              | WOWOW 연속 드라마 W                   |
| 이전 작품                                         | 작품명                                           | 다음 작품                             |
| ------------------------------------------------- | ------------------------------------------------ | ------------------------------------- |
| MOZU Season2~환상의 날개~ (2014.6.22 ~ 2014.7.20) | 히가시노 게이고 〈변신〉 (2014.7.27 ~ 2014.8.24) | 죄인의 거짓말 (2014.8.31 ~ 2014.9.28) |